# Dwight Qawi
Dwight Muhammad Qawi, kurz Dwight Qawi (* 5. Januar 1953 in Baltimore als Dwight Braxton; † 25. Juli 2025) war ein US-amerikanischer Boxer.

## Profikarriere
Qawi lernte im Rahway State Prison das Boxen. Er wurde im März 1978 aus der Haft entlassen und begann einen Monat später im Alter von bereits 25 Jahren ohne jeden Amateurkampf im Halbschwergewicht seine Profikarriere. Das Debüt ging unentschieden aus, seinen dritten Kampf verlor er nach Punkten, begann dann aber eine längere Siegesserie.
Im Mai 1981 gewann er vorzeitig gegen den früheren Weltmeister Mike Rossman, wenige Monate später, am 19. Dezember 1981, wurde er durch einen Sieg gegen Matthew Saad Muhammad WBC-Weltmeister.
1982 konvertierte er zum Islam und änderte seinen Namen.
Er verteidigte den Titel dreimal durch K. o., verlor den Gürtel jedoch am 18. März 1983 in einem Vereinigungskampf an WBA-Titelträger Michael Spinks. Er unterlag Spinks nach Punkten, obwohl ihm im Kampf ein Niederschlag gelang.
Er stieg in das Cruisergewicht auf und schlug im Kampf um den WBA-Titel den unbesiegten Südafrikaner Piet Crous am 27. Juli 1985 durch technischen K. o. in der elften Runde.
Nach einer erfolgreichen Titelverteidigung gegen Leon Spinks machte er auch hier im Juli 1986 einen Vereinigungskampf gegen den jungen, ungeschlagenen Evander Holyfield. Diesen Kampf verlor er knapp nach Punkten und musste seinen Gürtel abgeben. 1987 kam es zum Rückkampf mit Holyfield, den er klar durch K. o. in der vierten Runde verlor.
Anschließend war er Gegner von George Foreman, der im Jahr zuvor ein Comeback begonnen hatte, und unterlag erneut vorzeitig. Im November 1989 kämpfte er noch einmal erfolglos um den, nach Holyfields Aufstieg in das Schwergewicht, nun wieder vakanten WBA-Cruisergewichtstitel.
1992 beendete er schließlich seine Karriere, kehrte allerdings 1997 kurzzeitig noch einmal für drei Kämpfe in den Ring zurück.
2004 wurde Qawi in die International Boxing Hall of Fame aufgenommen.